# Lygus maritimus
Lygus maritimus is een wants uit de familie van de blindwantsen (Miridae). De soort werd het eerst wetenschappelijk beschreven door Eduard Wagner in 1949.

## Uiterlijk
De ovale lichtbehaarde wants is macropteer en kan 5,5 tot 6 mm lang worden. Net als de andere Nederlandse vertegenwoordigers uit het Lygus-genus is de tekening en kleur zeer variabel, lichtgroen, gedeeltelijk rood of donkergroen, wat het niet eenvoudig maakt ze uit elkaar te houden. Bij de zomergeneratie hebben de kop, het halsschild, het scutellum en de voorvleugels geen noemenswaardige tekening. Bij de herfstgeneratie is de kleur van het lichaam donkergeel tot rood en zijn delen van de voorvleugels roodbruin of zwart gevlekt. De vleugels zijn verder opvallend glanzend, bedekt met fijne putjes en op sommige plaatsen gladde plekken. De punten van het verharde deel van de voorvleugels, (de cuneus) hebben een zwart uiteinde. Het grijze doorzichtige deel van de vleugels heeft geelgrijze aders. Van de zwartbruine antennes is het tweede segment in het midden wat lichter gekleurd. De dijen van de bruine of grijsgele pootjes hebben twee zwarte ringen, de schenen hebben zwarte stekeltjes en vlekjes. De Nederlandse Lygus-soorten lijken op elkaar maar zijn enigszins te onderscheiden aan de hand van de punctering van diverse delen van het lichaam.
Lygus rugulipennis is duidelijk behaard en de putjes op vleugels en het gebiedje rond het scutellum zijn gelijkmatig verdeeld. Bij Lygus maritimus en Lygus gemellatus zitten de putjes dichter bij elkaar op de clavus dan op het corium. Bij Lygus wagneri en Lygus pratensis zitten de putjes gelijkmatig verdeeld op de vleugels en minder dicht bij elkaar op het halsschild.

## Leefwijze
De soort kent twee generaties per jaar. De eerste generatie is in juni volwassen en de tweede vanaf september. Langs de kust, in de duinen, leeft de wants bijvoorbeeld op : klein schorrenkruid (Suaeda maritima), zeeraket (Cakile maritima), zeealsem (Artemisia maritima) en stekend loogkruid (Salsola kali). In het binnenland is de wants ook te vinden op akkers en in bermen op bijvoorbeeld bijvoet (Artemisia vulgaris), melganzenvoet (Chenopodium album) en bezemkruiskruid (Senecio inaequidens).

## Leefgebied
De soort is algemeen in Nederland. Het verspreidingsgebied loopt verder van Europa van Zweden tot Portugal en Noord-Afrika, Canarische eilanden en West-Sahara.